# Charles-Arthur-Tristan Languedoc de Noailles
Charles Arthur Tristan Languedoc de Noailles, 6e prince de Poix, puis (1819) 3e duc espagnol de Mouchy, 2e duc français de Mouchy et duc de Poix, est né le 15 février 1771 et mort le 2 février 1834.

## Biographie
Fils de Philippe Louis Marc Antoine de Noailles (1752-1819), duc de Mouchy, et de la duchesse née Anne-Louise-Marie de Beauvau (1750-1834), il épousa en 1790 Natalie Lucie Léontine de Laborde (1774-1835), benjamine des filles du richissime financier Jean-Joseph de Laborde.
Ils eurent une fille, Rosalie Charlotte Antoinette Léontine de Noailles (1791-1851) qui épousa (1809) Alfred de Noailles (1784-1812), vicomte de Noailles, fils de Louis Marc Antoine de Noailles.
En 1818, il est impliqué, avec le duc de Mouchy et le duc de Gramont, en homicide involontaire et complicité d'homicide involontaire commis sur la personne de feu le comte de Saint-Morys (fils de St-Morys)

## Source
- Ressources relatives à la vie publique :   - base Léonore
  - Base Sycomore